# Charles Armand Picquenard
Pour les articles homonymes, voir Charles Picquenard.
Le docteur Charles Armand Picquenard, né à Quimper le 14 mars 1872 et mort le 3 janvier 1940 à La Forêt-Fouesnant, est un médecin, professeur d'université, botaniste lichenologue, poète et écrivain en français, breton et cornique. Régionaliste, il est un des dirigeants du Gorsedd de Bretagne. Il a enseigné la botanique à l'Université de Rennes et a été membre de la Société botanique de France et responsable régional des Scouts de France. Il a été aussi adjoint au maire de Quimper, chevalier de la Légion d'honneur en 1932 et chevalier du Mérite social. Il a reçu la Légion d'Honneur au titre militaire.

## Vie

### Origine
Il passe sa jeunesse en Basse-Bretagne. Il a pour langues maternelles à la fois le breton et le français. Après des études au Collège de Quimper, il fait des études de médecine à Rennes. Il préside alors la corporation des étudiants. Il étudie aussi le breton, ainsi que le cornique.

### Botanique
En même temps, il suit les cours de sciences naturelles à la Faculté des sciences de Rennes, sans cependant s'être jamais présenté à un examen de licence.  Il y fréquente notamment le Professeur de Botanique Louis Crié. Il connut aussi à cette époque James Lloyd. L'influence de ces deux botanistes confirme Picquenard dans son goût pour les plantes et, en 1891, à l'âge de 19 ans, sa première publication est une liste de Phanérogames et de Cryptogames, parue dans le premier bulletin de la Société des Sciences Naturelles de l'Ouest, dont il devint membre dès la fondation.
En 1892, le premier bulletin de la Société Scientifique et Médicale de l'Ouest, qui venait de se fonder à Rennes, contient également deux notes de lui. Les notes se succédèrent nombreuses dans ces deux revues, et dans plusieurs autres, jusqu'en 1914. 

### Lichens
C'est surtout l'étude des Lichens qui l'attira. Il entre en correspondance avec les lichénologues français en renom de l'époque : l'Abbé Harmand, l'Abbé Olivier, le Docteur Camus, Ambroise Viaud-Grand-Marais, Auguste Marie Hue, le Frère Gasilien, Alphonse Boistel, M. Monguillon et d'autres encore. 
Dès 1898 il commença à apporter sa contribution effective à la connaissance des Lichens bretons. A Paris, il connait Wilhelm Nylander, dont il est son dernier disciple, jusqu'à sa mort en 1898. Il va achever ses études comme interne de l'hôpital Saint-Antoine, à Paris, et soutient sa thèse en 1900.

### Bretagne
Il vient s'installer à Quimper. Il est un des fondateurs du Gorsedd de Bretagne en 1900 étant barde avec le nom de Mab Ronan ar Barz melen (Fils de Ronan, le barde blond). En 1908, il rompt avec le Gorsedd de Bretagne et écrit un article, réédité sous forme de brochure, dans lequel il réfute que le néodruidisme gallois, et donc, le néodruidisme breton, soit héritier d'une tradition ininterrompue. Lors de la reprise des activités du Gorsedd en 1926, il est convaincu par son ami François Jaffrennou de réintégrer le collège des bardes et devient druide porte-gui, puis l'un des membres du comité directeur (pouellgor).
Il se marie en 1904 avec Blanche Rogez à Boulogne-sur-Mer. La famille Rogez était liée avec Alfred Giard, dont Picquenard fait la connaissance.
Il adhère en 1904 à la Société archéologique du Finistère et en est le vice-président de 1912 à 1928. Il publie alors quelques études archéologiques.
Vers 1910, il entreprit de classer et de reviser les herbiers d'Algues des frères Hippolyte-Marie Crouan et Pierre-Louis Crouan, qui étaient conservés au Laboratoire maritime deConcarneau. Il consacra en 1911 et 1912 quatre publications à ces études. S'étant établi comme médecin dans sa ville natale, il y fait une brève carrière politique comme adjoint au maire (1912-1919). Il est administrateur, puis président de la Caisse d'épargne locale en 1937. Passionné de botanique, il crée en 1913 la Société d'horticulture et de sylviculture du Finistère qu'il préside jusqu'en 1927.

### Première Guerre mondiale
Il est engagé volontaire lors de la Première Guerre mondiale, il finit capitaine et décide de rester médecin militaire.. Il ne resta pas inactif et il orienta ses recherches vers la géologie, plus particulièrement vers la paléobotanique, à l'instar de Louis Crié. Toute la période de l'après-guerre, jusqu'en 1926, est occupée surtout par des publications géologiques. Il un cours libre de paléobotanique de 1920 à 1922 au Laboratoire de Géologie à l'Université de Rennes et il a comme auditeur Yves Milon. Il écrit alors de nombreux articles dans les revues scientifiques spécialisées.

### Scoutisme
Jusqu'en 1923, il est membre de l'Union régionaliste bretonne (URB), dans laquelle il prend successivement les fonctions de trésorier (jusqu'en 1905) et de vice-président. Très proche de François Jaffrennou, il publie de nombreux articles en français et en breton dans les revues dirigées par celui-ci (Ar Vro, Le Consortium breton, An Oaled-Le Foyer breton), ainsi que dans l'Hermine et Buhez Breiz.
À partir de 1924, il s'engage dans le scoutisme catholique auprès des Scouts de France et devient commissaire pour la Bretagne jusqu'en juillet 1934, date après laquelle, il se consacre « à des travaux d'intérêt général intéressant l'ensemble des Scouts français ». Il travaille, cependant, avec une équipe de chefs et de cheftaines scouts, « Les Chevaliers de la Table ronde », à donner une couleur bretonne au scoutisme breton. C'est ainsi qu'il traduit en breton « les chants usuels des Scouts de France ».
Il fait connaissance d'Henry des Abbayes en 1927; avec lequel il reste en relations constantes, herborisant ensemble dans les localités de Basse-Bretagne. Il se remet alors à l'étude des lichens, sur lesquels il n'avait rien publié depuis 1910, et de 1933 à 1936 il donna plusieurs notes de floristique et de biogéographie de ces Cryptogames.
La Seconde Guerre mondiale éclate en septembre 1939. Il était médecin commandant de réserve, honoraire déjà depuis quelques années. Il reprend du service comme engagé volontaire. Le 3 janvier 1940, une pneumonie foudroyante devait l'emporter, dans son manoir de Kerambarz, à La Forêt-Fouesnant, où il décède.

## Œuvres botaniques
Il aborda presque toutes les branches de la botanique, mais ses principaux travaux se rapportent à la répartition et l'écologie des plantes vasculaires, à la botanique appliquée et aux lichens. Une des régions les mieux étudiées par lui, et dans laquelle il fit connaître un nombre imposant de plantes rares, est la région de Pont-l'Abbé. Il explora non seulement le Finistère, mais aussi les autres départements bretons et particulièrement l'Ille-et-Vilaine, pour lequel il dressa, en 1897, le catalogue des plantes vasculaires. 
Les Cryptogames vasculaires retinrent souvent son attention. C'est lui qui découvrit l'Isoetes lacustris L. dans l'Ouest, à l'étang de Rosporden. Il rechercha aussi spécialement le rare Aspidium lobatum Sw. et en fit connaître plusieurs stations nouvelles.
En botanique appliquée, il donna plusieurs travaux de sylviculture. Il montra l'importance du reboisement en Basse-Bretagne, et préconisa spécialement, comme bien adapté au climat, le Pinus insignis, qui croît en Bretagne avec une remarquable rapidité. Son petit «Manuel de la forêt française» rédigé spécialement pour les Scouts est un véritable traité de dendrologie pratique, où il montre toutes ses qualités d'observateur et son aptitude à mettre la science à la portée de tous.
Ce sont ses études de lichénologie qui constituent le meilleur de son œuvre botanique. Il aborda l'étude difficile de ces Cryptogames à une époque où les ouvrages de langue française les concernant étaient encore très peu nombreux. De 1898 à 1936, il publia 19 notes ou travaux de lichénologie. C'est à lui qu'on doit les connaissances les plus complètes sur la flore des lichens du Finistère,  il y découvrit un grand nombre d'espèces dont l'existence n'était pas soupçonnée en Bretagne. Mais là encore, à chaque instant, le floriste s'efface devant le biogéographe, et constamment on trouve dans ses travaux la préoccupation d'expliquer les différences des flores et des végétations et de mettre en évidence leurs rapports avec le milieu. À ce point de vue ses « Lichens du Finistère » sont une nouveauté, car c'est le premier ouvrage français où les problèmes de la répartition géographique et de l'écologie des lichens aient été abordés. Il commença aussi la publication d'exsiccata des espèces rares bas-bretonnes ; mais malheureusement cette collection ne fut pas continuée. 
Il était membre de la Société Scientifique et Médicale de l'Ouest depuis sa fondation; et lorsqu'en 1924 la Société Scientifique de Bretagne en prit la suite, il fut un des premiers membres à s'inscrire. La Société Géologique et Minéralogique de Bretagne le comptait aussi parmi ses membres. Les bulletins de ces trois sociétés renferment la plupart de ses publications scientifiques.
Il voyagea fréquemment dans les Vosges et le Massif Central et il rapporta de ses excursions de nombreuses plantes montagnardes qu'il cultiva dans son jardin de Quimper et à sa propriété de Keranbarz, près de La Forêt-Fouesnant. Il étudia leur comportement pendant de nombreuses années et leur réaction vis-à-vis du climat bas-breton. Ses observations ont été consignées dans un de ses derniers travaux qu'il dédia à Lucien Daniel à l'occasion de son jubilé scientifique.

## Œuvres zoologiques
Son œuvre zoologique n'est pas négligeable. En effet il s'occupa de malacologie et d'entomologie. Il donna notamment un catalogue des Gastéropodes marins de Loctudy et un catalogue des Lépidoptères du Finistère. Il ne se contenta pas d'observer et d'écrire; il amassa aussi d'importantes collections géologiques, botaniques et entomologiques, qui témoignent de sa grande activité.

## Postérité
En 1938, il voulut encore marquer son attachement à la Faculté des Sciences de Rennes en lui léguant, de son vivant, une grande partie de ses collections et de sa bibliothèque.

## Publications

### Plantes vasculaires: floristique et biogéographie
- Contribution à la flore du Finistère. Bull. Soc. Se. Nat. Ouest, t. I, p. 76- 78, 1891 (comprend également des Mousses, Hépatiques, Algues, Lichens et Champignons).
- Contribution à la flore du Finistère. Bull. Soc. Se. Nat. Ouest, t. I, P- 160, 1891 (comprend également des Cryptogames).
- Herborisations dans le sud du Finistère. Bull. Soc. Sc. Nat. Ouest, t. II, p. 45-63, 1892 (comprend également quelques Mousses, Algues et Lichens).
- Note sur les rosettes caulinaires et raméales du Sysimbrium austriacum Jacq. Bull. Soc. Se. et Méd. Ouest, t. I, fasc. 1, p. 40-43, 1892.
- Sur quelques points relatifs à la biologie des Pinguicula. Bull. Soc. Sc. et Méd. Ouest, t. I, fasc. 1, p. 43-44, 1892.
- Contributions à la Flore de Bretagne. Bull. Soc. Sc. Nat. Ouest, t. I, P. 235-244, 1892 (comprend également quelques Mousses).
- Cas de tératologie observé sur une Euphorbe. Bull. Soc. Se. et Méd. Ouest, t. II, fasc. 1, p. 48-49, 1893.
- Exploration botanique du littoral sud-ouest du Finistère. Bull. Soc. Se. Nat. Ouest, t. III, p. 37-53, 1 carte, 1893.
- Les Amaryllidées et Liliacées naturalisées dans le Finistère. Bull. Soc. Sc. Nat. Ouest, t. III, p. 100-102, 1893.
- Analyse détaillée des Carex appartenant à la flore Bretonne. Bull. Soc. Sc. Nat. Ouest, t. III, p. 247-260, 1893.
- Catalogue des plantes vasculaires qui croissent spontanément dans le Finistère. Bull. Soc. Sc. et Méd. Ouest, Rennes, T. 2, 1893-1894
- Le Ranunculus nodiflorus L. en Ille-et-Vilaine. Bull. Soc. Sc. Nat. Ouest, t. IV, p. 159-160, 1894.
- Herborisations dans l'Ille-et-Vilaine, le Morbihan et le Finistère d'octobre 1892 à octobre 1894. Bull. Soc. Se. Nat. Ouest, t. V, p. 37-43, 1895.
- Catalogue des Plantes Vasculaires spontanées du département d'Ille-et-Vilaine. Bull. Soc. Se. Nat. Ouest, t. VII, fasc. 1, p. 29-128, 1897.
- Étude sur les formes bretonnes appartenant au groupe du Polystichum spinulosum de la Flore de l'Ouest. Bull. Soc. Sc. Nat. Ouest, t. VII, fasc. 1, p. 15-19, 1 planche, 1897.
- L'Isoetes lacustris L. dans le Finistère. Bull. Soc. Sc. Nat. Ouest, t. VIII, fasc. 3-4, p. 97-99, 1898.
- Le Malaxis paludosa Sw. dans le Finistère. Journal de Bot., 1897.
- Le Malaxis paludosa Sw. dans le Finistère (2e note). Journal de Bot., 12e année, n° 4, p. 64, 1898.
- La végétation de la Bretagne étudiée dans ses rapports avec l'atmosphère et avec le sol. Thèse présentée à la Faculté de Médecine de Paris, 18 janvier 1900.
- Le Lobelia dortmanna L. dans le Morbihan. Journ. de Bot., 15e année, n° 9, p. 301-302, 1901.
- Session de l'Association Française de Botanique dans le Finistère en 1901. Plantes Vasculaires. Bull. Ass. Fr. Bot., 1902, p. 1-14.
- A propos des Bruyères de la forêt de Paimpont. Rev. Bret. Bot. pure et appl., 4e année, n° 3-4, p. 131, 1909.
- Le Pirola rotundifolia L. dans les Côtes-du-Nord. Bull. Soc. Se. Bret., t. VI, fasc. 1, p. 21-22, 1929.
- (En collaboration avec M. Gravot) Contribution à l'étude écologique des Plantains de la région Armoricaine. Bull. Soc. Sc. Bret., t. X, fasc. 3-4, p. 118-132, 5 planches, 1933.
- Pourquoi le Silene maritima With. existe-t-il à l'intérieur de la Bretagne? Bull. Soc. Sc. Bret., t. XI, fasc. 3-4, p. 184-185, 1934.
- Observations sur la flore forestière du massif du Lioran (Cantal). Bull. Soc. Sc. Bret., t. XII, fasc. 3-4, p. 185-189, 1935.
- A propos d'une nouvelle station de l'Aspidium lobatum Sw. Bull. Soc. Sc. Bret., t. XIII, fasc. 3-4, p. 145-147, 1936.
- Nouvelles additions à la flore de Belle-Ile-en-Mer. Bull. Soc. Sc. Bret., t. XIII, fasc. 1-2, p. 78-80, 1936.
- Observations sur les réactions de la flore des montagnes vis-à-vis du climat bas-breton. Mélanges dédiés au Prof. L. Daniel, p. 463-472, Rennes, Oberthur 1936 et Bull. Soc. Sc. Bret., t. XIV, fasc. hors série, p. 87-97, 1937.

### Bryologie
- Additions à la flore bryologique de la Bretagne. Rev. Bryol., 24e année, nO 2, p. 28-29, 1897.

### Algues
- Études sur les collections botaniques des frères Crouan. I. Les Characées de Bretagne. Trav. Scient. du Lab. Zool. et Physiol. Marit. de Ooncarneau, t. III, fasc. 4, p. 1-8, 1911.
- Études sur les collections botaniques des frères Crouan. II. Fucoideae. Trav. Scient. du Lab. Zool. et Physiol. Marit. de Concarneau, t. III, fasc. 6, p. 1-44, 1911.
- Études sur les collections botaniques des frères Crouan. III. Grenus Guerinea Picq. Trav. Scient. du Lab. Zool. et Physiol. Marit. de Goncarneau, t. IV, fasc. 3, p. 1-5, 2 planches, 1912.
- Études sur les collections botaniques des frères Crouan. IV. Florideae. Trav. Scient. du Lab. Zool. et Physiol. Marit. de Concarneau, t. IV,

fasc. 4, p. 1-105, 1912. 

### Champignons
- Quelques détails sur la distribution de la Morille aux environs de Brest. Rev. Bret. Bot. pure et appl., 4e année, n° 3-4, p. 130, 1909.

### Lichens
- Herborisations lichénologiques dans le Finistère de 1867 à 1897. Bull. Soc. Se. Nat. Ouest, t. VIII, p. 73-82, 1898.
- Lichens nouveaux pour la flore du Finistère. Bull. Soc. Bot. Fr., t. 45, P- 68-69, 1898.
- Les Lichens foliacés et fruticuleux des forêts du Finistère. Bull. Soc. Bot. Fr., t. 45, p. 174-177, 1898.
- Deux Lichens nouveaux pour la flore du Finistère. Bull. Soc. Bot. Fr., t. 45, p. 309-310, 1898.
- Un Lichen nouveau, le Bilimbia corisopitensis. Bull. Soc. Se. Nat. Ouest, t. 9, p. 87, 1899.
- Contributions à l'étude comparée de la flore lichénologique du Finistère et de l'Ille-et-Vilaine. Bull. Soc. Se. Nat. Ouest, t. 9, p. 111-119, 1899.
- La dispersion des Lichens bretons étudiée dans ses rapports avec l'état hygrométrique habituel de l'air ambiant. Bull. Soc. Bot. Fr., t. 46, p. 245-250, 1899.
- Lettre à M. Malinvaud sur quelques Lichens bretons. Bull. Soc. Bot. Fr., t. 46, p. 279-280, 1899.
- Note sur quelques Parmelia du Finistère. Bull. Soc. Bot. Fr., t. 46, p. 450-454, 1899.
- Herborisations lichénologiques dans le Finistère d'octobre 1897 à octobre 1899. Bull. Soc. Sc. Nat. Ouest, t. 10, p. 91-102, 1900.
- Lichens nouveaux pour la flore de la Bretagne. Bull. Soc. Bot. Fr., t. 49, p. 170-171, 1902.
- (En collaboration avec Moncuillon ) Session de l'Association Française de Botanique dans le Finistère en 1901. Lichens. Bull. Ass. Fr. Bot., 1902, p. 90-99.
- « Lichens du Finistère ». Bulletin de l'Académie internationale de Géographie botanique, 13, p. 1-48 et 108-132, 1904.
- Les limites de l'espèce en lichénologie. Rev. Bret. Bot. pure et appl., 5e année, n° 5, p. 13-26, 1910.
- Lichénologie comparée de la forêt Cantalienne et de la forêt Bretonne. Bull. Soc. Se. Bret., t. X, fasc. 3-4, p. 133-140, 1933.
- Remarques sur la flore lichénique de la forêt de Quénécan (Morbihan et Côtes-du-Nord). Bull. Soc. Se. Bret., t. XI, fasc. 3-4, p. 152-156, 1934.
- Remarques sur la flore lichénique du massif forestier du Huelgoat (Finistère et Côtes-du-Nord). Bull. Soc. Se. Bret., t. XII, fasc. 3-4, p. 153-156, 1935.
- Remarques sur la flore lichénique de la forêt du Beffou (Côtes-du-Nord). Bull. Soc. Se. Bret., t. XII, fasc. 1-2, p. 46-52, 1935.
- L'Alectoria thrausta Ach. (Lichen) dans la forêt de Coatloc'h (Finistère). Bull. Soc. Sc. Bret., t. XIII, fasc. 1-2, p. 24-26, 1936.

### Horticulture, sylviculture
- Le reboisement des landes et l'aménagement des bois particuliers en Basse-Bretagne. G. R. Gongr. Ass. Bret., 8 pages, 1900.
- Étude sur la sylviculture en Basse-Cornouaille. Rev. de Bret., 24 pages, 1906.
- De la décoration des jardins et des parcs de notre région à l'aide d'arbres verts exotiques ou méditerranéens. Bull. Soc. Hort. et Sylv., Quimper, 4 pages, sans date.
- La réussite du reboisement de la Bretagne. Bull. Ass. Bret., 8 pages, 1924.
- Culture du Haricot vivace ou Haricot d'Espagne. Bull. Soc. Hort. et Sylve Quimper, 3 pages, 1926.
- Aperçu de l'état actuel de la culture des plantes médicinales en France. Bull. Soc. Hort. et Sylv. Quimper, 4 pages, 1926.
- Étude sur les Conifères. Bull. Soc. Sc. Bret., t. XV, fasc. 1-2, p. 17-33, 1938.

### Zoologie
- Note sur quelques Insectes nuisibles aux plantes potagères. Bull. Soc. Hort. et Sylv. Quimper, 3 pages, sans date.
- L'Helix quimperiana Ferr. est-il indigène dans le Finistère? Bull. Soc. Sc. Nat. Ouest, t. III, p. 271-272, 1893.
- Liste des Gastéropodes marins de Loctudy et Ile Tudy (Finistère). Bull. Soc. Sc. et Méd. Ouest, t. II, fasc. 1, p. 44-48, 1893.
- Note sur un Palémonien d'eau douce récemment découvert en Ille-et-Vilaine, le Caridina Desmarestii Mill. Bull. Soc. Sc. et Méd. Ouest, t. V, fasc. 1, p. 44-45, 1896.
- Étude critique du Catalogue des Lépidoptères de Bretagne de W. J. Griffith. Bull. Soc. Sc. et Méd. Ouest, t. XVII, fasc. 3-4, p. 102-121, 1908.
- Contribution à la faune des Lépidoptères du Finistère. lre note. Bull. Soc. Sc. et Méd. Ouest, t. XIX, fasc. 1, p. 56-81, 1910.
- Contribution à la faune des Lépidoptères du Finistère. 2e note. Bull. Soc. Sc. et Méd. Ouest, t. XX, fasc. 1, p. 53-71, 1911.
- Les Chenilles nuisibles aux arbres fruitiers. Bull. Soc. Hort. et Sylv. Quimper, 5 pages, 1924.

### Géologie
- Sur quelques points de la géologie de la région méridionale du Massif Armoricain. Bull. Soc. Sc. et Méd. Ouest, t. XXVII, p. 33-42, 1918.
- Sur la flore fossile des bassins houillers de Quimper et de Kergogne. C. R. Ac. Se., t. 170, p. 55, 1920.
- Observations sur quelques Fougères ou Ptéridospermées rares ou nouvellement reconnues dans le Stéphanien du Massif Armoricain. Bull. Soc. Géol. et Minér. Bret., 1.1, 7 fasc. 2, p. 105-109, 1920.
- Observation sur une communication de M. Ferronnière « Réponse aux questions posées par la Fédération Régionaliste Française au Sujet de la division de la France en régions économiques ». Bull. Soc. Géol. et Minér. Bret., t. I, fasc. 2, p. 110-113, 1920.
- Excursions géologiques à l'Ouest de Quimper. Bull. Soc. Géol. et Minér. Bret., t. I, fasc. 4, p. 240-250, 1 carte, 1920.
- Sur la flore fossile du bassin houiller de Chantonnay (Vendée). Bull. Soc. Géol. et Min/r. Bret., t. I, fasc. 4, p. 291-292, 1920.
- Prodrome de la flore fossile du bassin houiller de Kergogne. Bull. Soc. Géol. et Minér. Bret., t. II, p. 340-353, 1921.
- Les Pectinides du Miocène Moyen de Bretagne. Bull. Soc. Géol. et Minér. Bret., t. III, fasc. 1, p. 39-44, 1 planche, 1922.
- Nouvelles observations sur la faune Miocène de Tréfumel (C.-du-N.). Bull. Soc. Géol. et Minér. Bret., t. III, fasc. I, p. 79-81, 1922.
- Deuxième session extraordinaire de la Société Géologique et Minéralogique de Bretagne tenue dans le Finistère du 17 au 23 avril 1922. Ire journée : Quimper (17 avril); 2e journée : Penmarc'h (18 avril). Bull. Soc. Géol. et Minér. Bret., t. III, fasc. 3, p. 211-224, 1922.
- Fossiles nouveaux du Redonien d'Apigné. Bull. Soc. Géol. et Minér. Bret., t. III, fasc. 4, p. 316-318, 1922.
- Sur le Carboniférien du Sud du département du Finistère. Compte Rendu du XIIIe Congrès Géol. Intern. Belgique 1922, p. 635-638, 1 carte, Liège, 1923.
- Sur la flore fossile Carboniférienne du Bassin Vendéen. Bull. Soc. Géol. et Minér. Bret., t. IV, fasc. 3, p. 273-279, 1923.
- Addition à la liste des fossiles du Redonien d'Apigné (Ille-et-Vilaine). Bull. Soc. Géol. et Minér. Bret., t. IV, fasc. 4, p. 361-362, 1923.
- Contribution à l'étude de la flore fossile des bassins houillers du Finistère. Bull. Sc. Géol. et Minér. Bret., t. V, fasc. 1, p. 97, 1924.
- Contribution à l'étude de la flore Carboniférienne du Massif Armoricain. Bull. Soc. Géol. et Minér. Bret., t. V, fasc. 2-4, p. 117-119, 1924.
- Le séisme du 20 septembre 1924 à la Forêt-Fouesnant (Finistère). Bull. Soc. Géol. et Min'r. Bret., t. VI, fasc. 1, p. 34-40, 1925.
- Considération sur un ancien parcours fluviatile entre Bannalec et la baie des Trépassés (Finistère). Bull. Soc. Géol. et Minér. Bret., t. VII, fasc. 1-2, p. 50-51, 1926.
- Notes d'excursions dans le Callovien entre Fontenay-le-Comte et le Poiré-sur-Velluire. Bull. Soc. Géol. et Minér. Bret., t. VII, fasc. 3-4, p. 192-196, 1926.

### Sciences naturelles appliquées au scoutisme
- Trucs et procédés pour faire des collections de plantes et d'insectes. 100 pages, 15 fig. Éditions Spes, Paris, 1933.
- Le Scoutisme au bord de la mer. Connaissances maritimes pour les Scouts terriens. 102 pages, 5 planches. Éditions Spes, Paris, 1933.
- Manuel pratique et élémentaire de la Forêt Française à l'usage des Chefs et Routiers Scouts et Éclaireurs. 222 pages, 12 fig. Éditions Spes, Paris, 1933.

### Archéologie
- « L'occupation romaine dans le bassin de l'Odet », Bulletin de la Société archéologique du Finistère, 1906, (1re partie[4] et 2e partie[4])
- « Ruines et substructions gallo-romaines du Cavardy et du Stang, canton de Fouesnant », Bulletin de la Société archéologique du Finistère, 1906[5]
- Alain Le Grand et les anciennes chroniques. Bull. Soc. Arch. Finistère, 1907, 5 pages.
- Autour de Locamand. Bull. Soc. Arch. Finistère, t. XXXIV, 9 pages, 1907.
- Rennes et ses abords à l'époque Gallo-Romaine. Bull. Soc. Arch. Finistère, 1907, 7 pages.
- Nouvelles recherches sur le règne d'Alain Le Grand. Bull. Soc. Arch. Finistère, t. XXXV, 3 pages, 1908.
- Recherches sur le parcours de quelques voies romaines dans la partie orientale de l'arrondissement de Quimper. Revue de Bretagne, 21 pages, 1 carte, 1909.
- L'expansion romaine dans le sud-ouest de l'Armorique. Bull. Soc. Arch. Finistère, 70 pages, 1 carte, 1923.
- Recherches sur la toponomastique de l'exploitation du calcaire en Haute-Bretagne, 5 pages (tiré à part sans date ni mention d'extrait imprimé chez Prud'homme à Saint-Brieuc).

### Régionalisme, linguistique, divers
- Nécrologie : Le Chanoine Hodée. Bull. Soc. Se. et Méd. Ouest, t. IX, fasc. 1, p. 61-64, 1900.
- Le 6e congrès de l'Union Régionaliste Bretonne à Lesneven. Revue de Bretagne, 32 pages, 1903.
- De l'évolution moderne du « Chupen » et du « Jilet » dans le costume masculin aux environs de Kemper. Revue de Bretagne, 21 pages, 1904.
- Le 7e congrès de l'Union Régionaliste Bretonne (en collaboration avec Madame PICQUENARD). Revue de Bretagne, 43 pages, 1905.
- Le Néodruidisme. Paris, H. Champion, 1909
- Le parler populaire de Quimper. Annales de Bret., p. 612-623, 1910.
- L'émigration bretonne. Conférence faite au théâtre de Pontivy au congrès de l'Union Régionaliste Bretonne le 13 septembre 1922. Redon, Imprim. Réunies. 1 brochure, 12 pages, 1912.
- Qu'est-ce que le Scoutisme? Imprim. du Nouvelliste, Rennes, 1 brochure, 12 pages, 1929.
- « Le Scoutisme et la Bretagne », In : An Oaled-Le Foyer breton, no 53, 3e trimestre 1935, p. 266-273.

### Œuvres littéraires
- Jeanne de Montfort. Pièce historique en 4 actes et en vers (sous le Pseudonyme de Charles de Keranbarz). 1 brochure, 59 pages, Quimper, Librairie Le Bris, 1901.
- La Messe de Minuit. Scène en vers (sous le pseudonyme de Me Cormac). 1 brochure, 10 pages, Quimper, Le Prince, 1903.
- Hirvaudou Gralloun Meur. Poésie en vers bretons (sous le pseudonyme de Ar Barz Melen) avec une traduction en vers français : Lamentations de Gradlon Meur. L'Hermine, revue litt. et art. de Bretagne, t. XXIX, p. 130-135, 1903.
- Ode à La Tour d'Auvergne. Prononcée à la fête du Drapeau à Quimper, le 15 juillet 1923. Progrès du Finistère, du 31 juillet 1923.
- Ma Belle Cornouaille. Salut à Concarneau. Poème (sous le pseudonyme de Charles de Keranbarz). Nouvelliste de Bretagne, du 7 septembre 1923.
- Le Marché de Quimper. Poème. Nouvelliste de Bretagne, du ? 1923.
- Le Barde de Noménoé. Drame en 3 actes et en vers (sous le pseudonyme de Charles de Keranbarz). 1 brochure, 53 pages, Quimper, Le Goaziou et Le Guennec, 1923.
- Le Malin Youennik. Conte Breton de l'ancien temps en 1 acte et en vers (sous le pseudonyme de Charles de Keranbarz), 1 brochure, 40 pages. Éditions de Buhez Breiz, 1924.
- Le Mystère de Monseigneur Saint-Ronan, 3 actes en vers (sous le pseudonyme de Charles de Keranbarz). Tiré sur pierre humide chez l'auteur, 1926.
- Buez ha maro Yan Zeitek. 1 acte en vers bretons (sous le pseudonyme de Ar Barz Melen). 1 brochure, 12 pages, Quimper, Le Prince, sans date.
- La Danseuse du Diable. Histoire fantastique en 2 parties. Rennes, Imp. du Nouvelliste de Bretagne, 1928. Pièce de théâtre.